# Агентурна розвідка

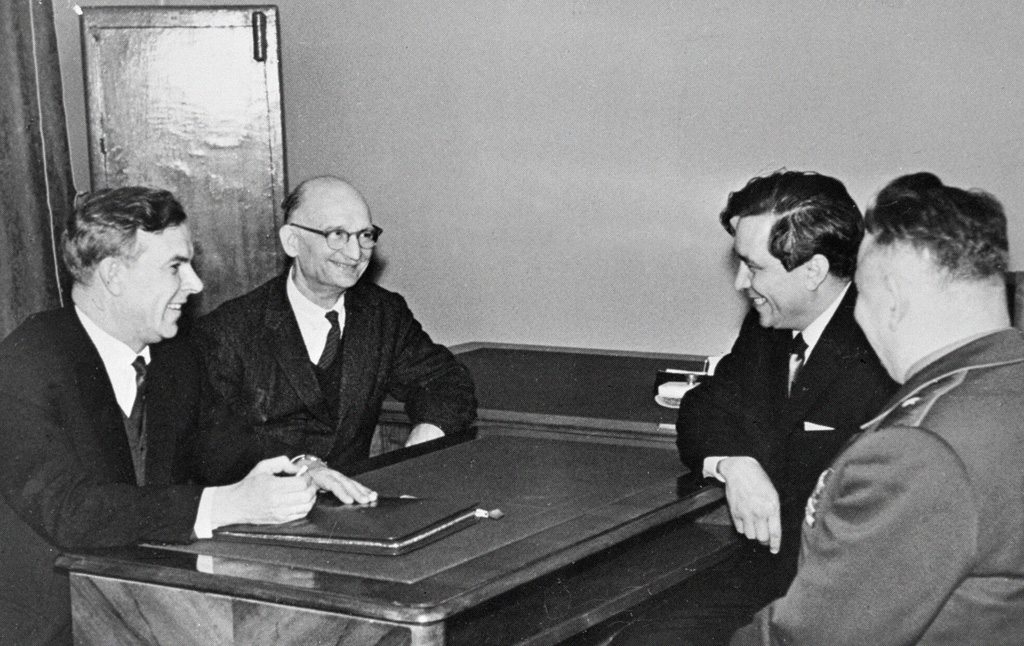
Голова КДБ СРСР В. Семичастний (1-й ліворуч) приймає радянських розвідників-нелегалів Р. Абеля (2-й ліворуч) і К. Молодого (2-й праворуч). Москва. 1.09.1964

Агенту́рна ро́звідка (англ. human intelligence, HUMINT) — вид розвідки. Добування відомостей політичного, економічного, воєнного, військово-технічного і науково-технічного характеру з допомогою агентурної мережі — розвідників-нелегалів і спеціально завербованих таємних агентів, а також розвідників, які діють під прикриттям легальних установ. Основне завдання агентурної розвідки — отримання доступу до найбільш важливих секретів, об'єктів, а також збір відомостей, добування документів, зразків виробів, які неможливо придбати неагентурним шляхом. Ведеться як у мирний, так і у воєнний час, посилюється в загрозливий період і набуває особливо важливого значення в ході війни.

## Види агентурної розвідки

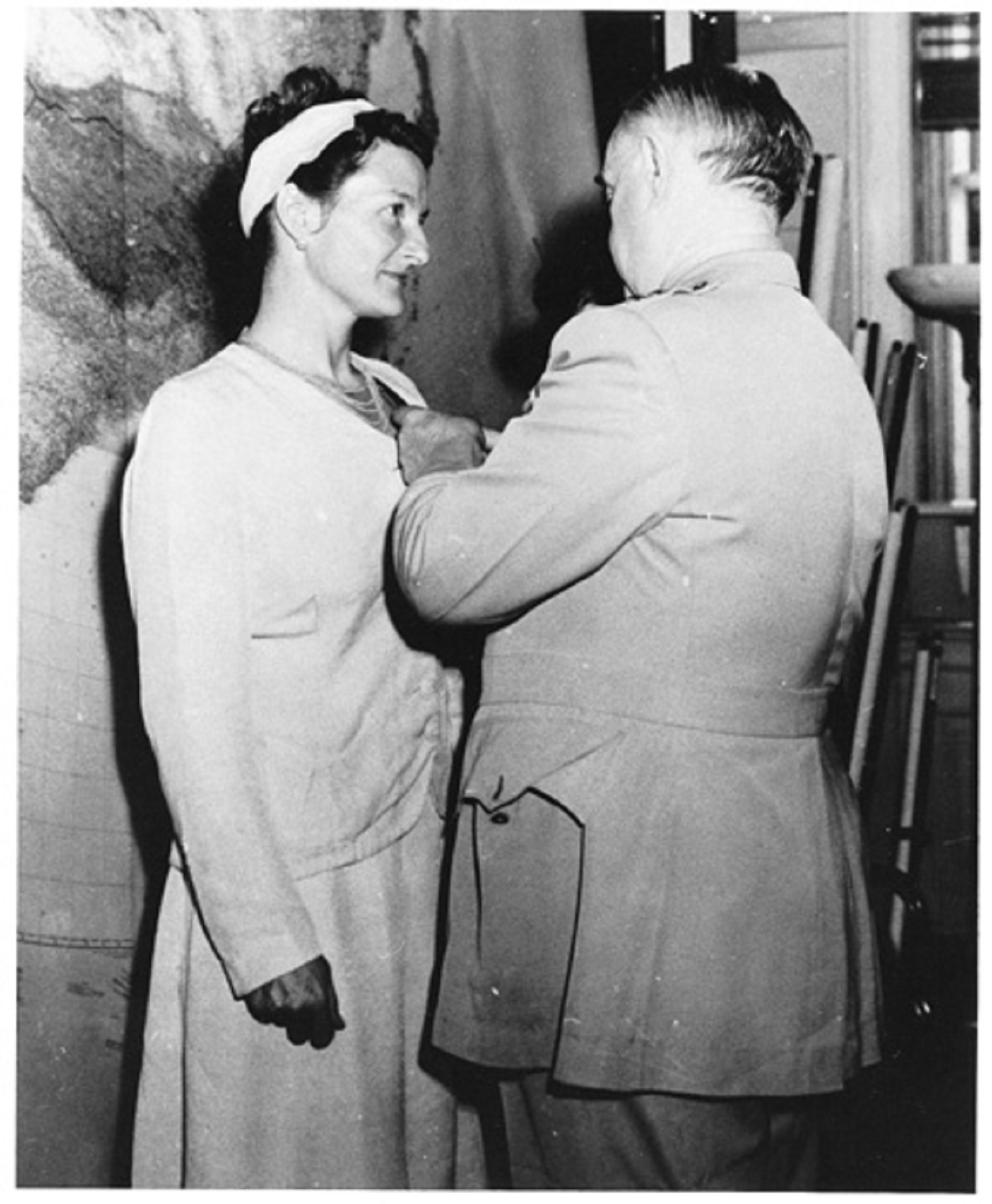
Голова УСС генерал Донован нагороджує Хрестом «За видатні заслуги» Вірджинію Холл, яку гестапо називало «найнебезпечнішою шпигункою союзників»

Залежно від масштабу поставлених завдань і призначення агентурна розвідка поділяється на два види:
- стратегічна агентурна розвідка — організований комплекс сил і засобів, призначений для отримання в мирний і воєнний час розвідувальних відомостей, що стосуються головним чином:
  - тенденцій та напрямів розвитку політики та стратегії розвідуваних держав і воєнно-політичних блоків (союзів);
  - тенденцій та напрямків розвитку збройних сил і озброєння, організаційно-мобілізаційної та військово-навчальної галузей, стану готовності та можливості оперативного розгортання збройних сил розвідуваних країн, обладнання ТВД;
  - економічного становища, розвитку економіки, військово-економічного потенціалу, розвитку військово-промислового комплексу та науково-дослідних робіт.

Організується вищим військово-політичним керівництвом і здійснюється центральними органами розвідки держави — політичної (ЦРУ, MI6, «Моссад», в Україні Служба зовнішньої розвідки) або воєнної (РУМО, МАСТ, ГРУ, в Україні ГУР МО). Діяльність стратегічної агентурної розвідки спрямована на виконання основних, планових розвідувальних завдань. У державах, що представляють головний розвідувальний інтерес, ця діяльність концентрується насамперед на агентурному вивченні окремих об'єктів, що мають стратегічне значення.
- оперативна агентурна розвідка — притаманна воєнній розвідці і є одним з видів бойового забезпечення збройних сил. Вона організована як самостійна структура у складі агентурного апарату розвідувального органа збройних сил і у мирний час є його інтегральною частиною. Організується і ведеться на території держав, що представляють розвідувальний інтерес, з метою отримання, аналізу та передачі керівництву міністерства оборони і генерального штабу інформації про стан і перспективи розвитку їх збройних сил, озброєння і військової техніки; заходи щодо безпосередньої підготовки до війни і плани її ведення з метою своєчасного розкриття підготовки до початку війни.

Органи оперативної агентурної розвідки керують роботою агентури оперативної розвідки, діючої всередині країни і за кордоном, а також займаються, крім того, організацією та підготовкою розвідувального резерву, призначеного для використання в разі війни.

## Головні агентурні заходи
- ведення цілеспрямованої роботи з відбору та вербування агентів, що має на меті створення та розвиток цінної агентури, глибоко законспірованої та розміщеної на важливих об'єктах, що представляють розвідувальний інтерес;
- організація та спрямування діяльності розвідувального апарату під прикриттям;
- плановий розвиток нелегального розвідувального апарату;
- організація допоміжної агентури, що забезпечує розвідувальну діяльність;
- поточне керівництво роботою окремих ланок розвідувального апарату шляхом визначення завдань, вказівок, планування операцій та нагляду за їх виконанням;
- матеріально-технічне забезпечення агентурної розвідки;
- навчання та підготовка розвідувального апарату для виконання завдань;
- підтримка в повній мобілізаційної готовності сил і засобів розвідки;
- оцінка розвідувальної обстановки та аналіз змін, що відбуваються в ній;
- узагальнення досвіду, вдосконалення існуючих та розробка нових форм і методів агентурної роботи.

## Розвідувальний апарат
Розвідувальний апарат агентурної розвідки поділяється на:
- внутрішній апарат — органи і сили управління розвідкою в своїй країні. До складу внутрішнього апарату входять кадрові працівники розвідки, що працюють в центральному апараті.
- апарат під легальним прикриттям — військові аташати в іноземних країнах, розвідники, які діють під дипломатичним прикриттям в розвідуваних країнах. Розвідувальний апарат під прикриттям організується стратегічною розвідкою і може використовуватися лише в мирний період і при існуванні нормальних міжнародних відносин.
- нелегальний апарат — нелегали (нелегальні працівники розвідки), агенти та допоміжна агентура. У мирний час нелегальний апарат використовується лише для виконання тих завдань, які не можуть бути виконані іншими силами та засобами. Особливо важливе значення має достатньо розвинений та добре організований нелегальний апарат під час війни, коли отримати інформацію іншими шляхами стає значно важче.

## Агентурні категорії

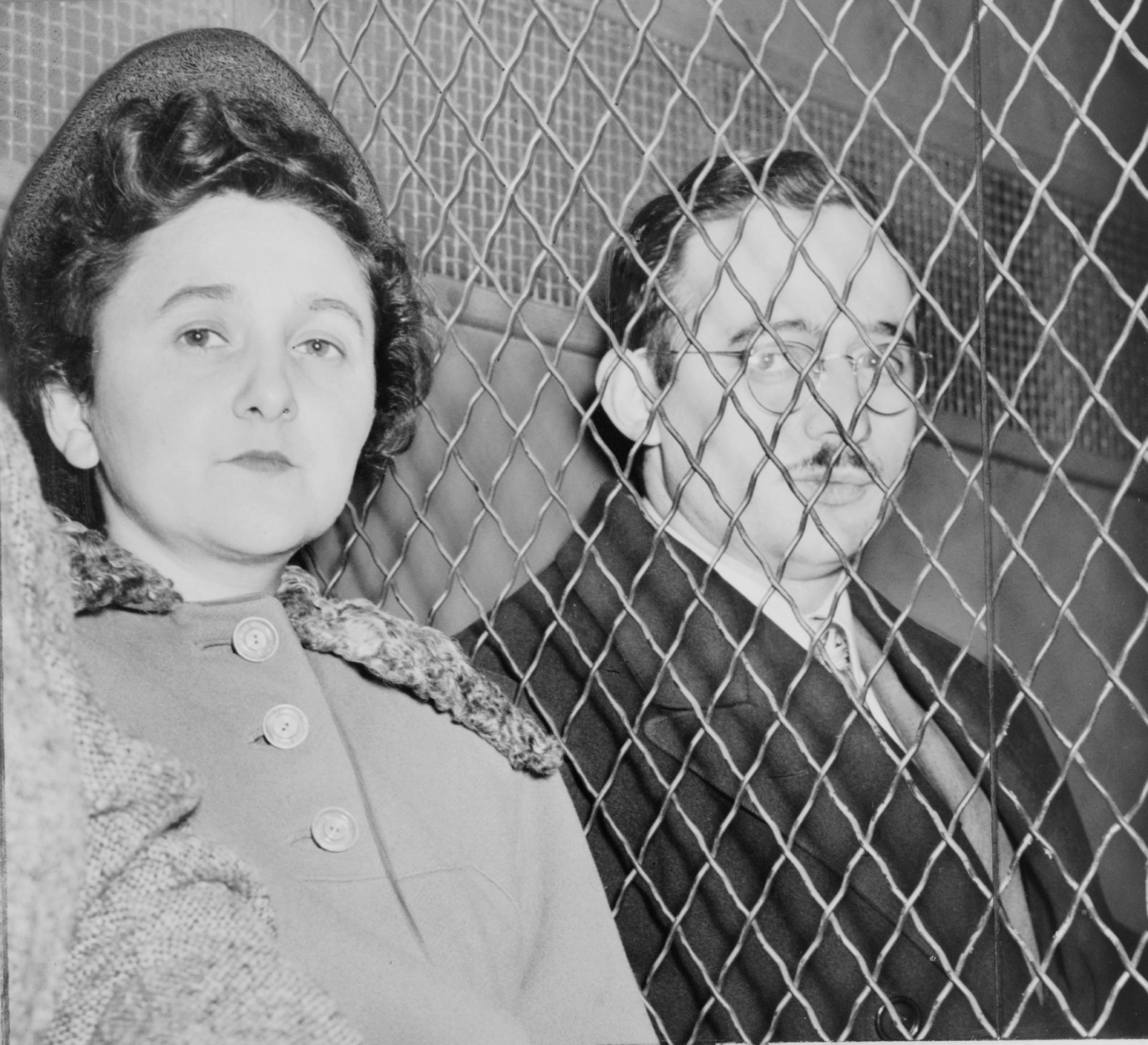
Радянські агенти Джуліус і Етель Розенберг, страчені в США за шпигунство. 1951 рік

До основних агентурних категорій, тобто осіб, що нелегально виконують завдання розвідки відносяться:
- Нелегали — зазвичай це кадрові співробітники розвідки, перекинуті нелегальним чином на територію іноземної держави, з чужими (або підробленими) документами, з метою організації та ведення розвідувальної роботи, перебуваючи на нелегальному становищі. Кандидати в нелегали відбираються серед кадрових офіцерів та офіцерів запасу, а також серед цивільних осіб.

- Агенти — це громадяни іншої держави, особи без громадянства, або, в окремих випадках, громадяни своєї держави, що постійно проживають за кордоном завербовані (таємно залучені до співпраці) розвідкою. Агенти є виключно важливим джерелом отримання цінної інформації та розвідувальних матеріалів, не доступних з офіційних джерел.

Агенти в свою чергу діляться на основну агентуру — агентів на об'єктах (що працюють безпосередньо на об'єктах, що представляють розвідувальний інтерес та мають можливості одержання матеріалів та інформації з цих об'єктів), агентів поза об'єктом (які не працюють на об'єкті, але отримують матеріали та інформацію шляхом спостереження, а також за посередництва третіх осіб, найчастіше свідомих та несвідомих інформаторів) та на допоміжну агентуру — це нелегальні кур'єри, агенти-зв'язкові, агенти-радисти, агенти-власники конспіративних квартир і контактних пунктів та ін. які забезпечують діяльність основної агентури і нелегалів.
Нелегали і агенти можуть діяти як самостійно, так і у складі агентурних груп, а також резидентур. Резидентура — найбільша і найскладніша в організації структурна одиниця в агентурній розвідці. Керівником резидентури є резидент. Зазвичай — це найбільш досвідчений та підготовлений з професійної точки зору кадровий працівник розвідки (у деяких, виняткових, випадках ці функції може виконувати і залучений співробітник). Крім високої професійної кваліфікації резидента повинні відрізняти широка ерудиція, політичний досвід, організаційні здібності, а також уміння оцінювати людей та спілкуватися з ними в різних колах країни, що становить розвідувальний інтерес. До складу резидентури можуть входити кадрові розвідки-нелегали, агенти, залучені працівниками цієї резидентури або передані їй на контакт і нею керовані, довірені особи, інформатори (свідомі та несвідомі).

## Конспірація і агентурний зв'язок
Діяльність в умовах нелегальної роботи є вищою формою розвідувальної діяльності оскільки агентурні резидентури можна створювати в будь-якій країні, що становить розвідувальний інтерес, незалежно від існування дипломатичних відносин та офіційних представництв. До того ж їх важче розкрити і вони більш життєздатні. У загрозливий період та під час війни розвідувальна діяльність в умовах нелегальної роботи може бути єдиною формою ведення розвідки проти держав, що беруть участь у збройному конфлікті, оскільки офіційний апарат перестане там існувати.

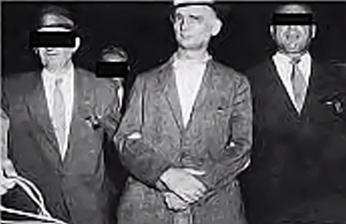
Арешт Рудольфа Абеля співробітниками ФБР. Нью-Йорк. 21.06.1957

Особливості нелегальної розвідки вимагають особливих умов діяльності, найважливішим серед яких є глибока конспірація. Конспірація в агентурній розвідці охоплює сукупність організаційних форм і методів діяльності, що полягають у постійному та послідовному маскуванні розвідувальних заходів, що здійснюються працівниками розвідки для нелегального добування таємних відомостей противника. Звідси випливає необхідність ретельного приховування від органів іноземних контррозвідок та сторонніх осіб усіх даних, які стосуються розвідувальної діяльності.
Конспіративність в роботі вимагає від розвідників спеціальних способів комунікації — безособового агентурного зв'язку.
Безособовий агентурний зв'язок це в'язок, здійснюваний без безпосереднього особистого спілкування та контактів між співробітниками розвідки.
Основними формами безособового зв'язку є:
- зв'язок через тайники (тайником називається обумовлене, а за необхідності, заздалегідь обладнане місце або предмет, призначений для передачі, прихованого зберігання або транспортування матеріалів; для проведення зв'язку через тайник розробляються спеціальні умови зв'язку — опис тайника)
- зв'язок з використанням сигналізації (цей зв'язок широко використовується як самостійно, так і в поєднанні з іншими формами зв'язку — як виклик на екстрену зустріч, під час роботи з тайниками, сигнали небезпеки та ін.; сигнали можуть бути світлові, звукові, графічні, текстові (словесні), предметні, сигнали дією)
- спецрадіозв'язок (радіозв'язок з використанням шифрованих каналів зв'язку, нерідко з використанням понадшвидкої передачі даних)
- комбінація вищезазначених форм зі зв'язком з використанням пошти, телеграфу, телефону, інтернету та преси.

Специфічними, властивими для агентурної розвідки, формами особистого зв'язку є зустріч за явкою, моментальна зустріч, екстрена зустріч та ін. Для кожної з них розробляються спеціальні умови, які містять узгоджені час, місце, легенду, сигнали (сигнал небезпеки, фразу-пароль, відгук тощо).